# Sixième gouvernement de l'État espagnol
Royaume d'Espagne
Franco V Franco VII
Le Sixième gouvernement de l'État espagnol (Sexto gobierno del Estado español) était le gouvernement du royaume d'Espagne, du 18 juillet 1951 au 16 février 1956.

## Composition
| Poste                                              | Titulaire                        |
| -------------------------------------------------- | -------------------------------- |
| Président du gouvernement                          | Francisco Franco                 |
| Ministres                                          |                                  |
| Ministre des Affaires étrangères                   | Alberto Martín-Artajo            |
| Ministre de la Justice                             | Antonio Iturmendi                |
| Ministre de l'Armée de terre                       | Agustín Muñoz Grandes            |
| Ministre de l'Armée de l'air                       | Eduardo González-Gallarza        |
| Ministre de la Marine                              | Salvador Moreno Fernández        |
| Ministre de l'Industrie                            | Joaquín Planell                  |
| Ministre du Commerce                               | Manuel Arburúa de la Miyar       |
| Ministre du Gouvernement                           | Blas Pérez González              |
| Ministre de la Présidence                          | Luis Carrero Blanco              |
| Ministre des Travaux publics                       | Fernando Suárez de Tangil        |
| Ministre de l'Agriculture                          | Rafael Cavestany de Anduaga      |
| Ministre du Travail                                | José Antonio Girón de Velasco    |
| Ministre de l'Éducation                            | Joaquín Ruiz-Giménez Cortés      |
| Ministre des Finances                              | Francisco Gómez de Llano         |
| Ministre de l'information et du tourisme           | Gabriel Arias-Salgado y de Cubas |
| Ministre, secrétaire général du Mouvement national | Raimundo Fernández Cuesta        |